# Caminho capitalista
No pensamento maoísta, um seguidor do caminho capitalista ou da via capitalista (chinês tradicional: 走資派, chinês simplificado: 走资派, pinyin: Zǒu zīpài) ou (chinês tradicional: 走資本主義道路的當權派, chinês simplificado: 走资本主义道路的当权派, pinyin: Zǒu zīběn zhǔyì dàolù dídàng quánpài) é um termo pejorativo ou depreciativo para se referir a uma pessoa ou grupo que demonstra uma forte tendência a ceder à pressão das forças burguesas e, posteriormente, tenta trazer a Revolução no sentido capitalista.
Se permitido fazê-lo, essas forças acabariam por restaurar o poder político e econômico do capitalismo, em outras palavras, essas forças conduziriam a sociedade a estabelecer um "caminho capitalista". O termo apareceu pela primeira vez na literatura do Partido Comunista da China em 1965, mas a ideia foi inicialmente desenvolvida por Mao Tse-tung entre 1956-1957, contra o que ele via como tendências reacionárias no partido.[ligação inativa]
Os seguidores da via capitalista são descritos como representantes da classe capitalista dentro do Partido Comunista e aqueles que tentam restaurar o capitalismo enquanto fingem defender o socialismo. Mao afirmou que Deng Xiaoping foi um 'caminho capitalista' e que a União Soviética caiu para os seguidores da via capitalista dentro do Partido Comunista após a morte de Josef Stalin.